# روبن كامبل (منافسة ألعاب القوى)
روبن كامبل (بالإنجليزية: Robin Campbell)‏ هي منافسة ألعاب القوى أمريكية، ولدت في 25 يناير 1959.

## وصلات خارجية
- روبن كامبل على موقع الاتحاد الدولي لألعاب القوى (الإنجليزية)
- روبن كامبل على موقع أوليمبيديا (الإنجليزية)